# Adam Runnalls
Adam Runnalls (ur. 3 października 1998 w Calgary) – kanadyjski biathlonista, olimpijczyk z Pekinu 2022.

## Osiągnięcia

### Zimowe igrzyska olimpijskie
| Rok  | Miejscowość | Konkurencje | Konkurencje | Konkurencje | Konkurencje | Konkurencje | Konkurencje | Konkurencje |
| Rok  | Miejscowość | IN          | SP          | PU          | MS          | RL          | MR          | SR          |
| ---- | ----------- | ----------- | ----------- | ----------- | ----------- | ----------- | ----------- | ----------- |
| 2022 | Pekin       | 33.         | 35.         | 30.         | –           | 6.          | –           | nd.         |

### Mistrzostwa świata
| Rok  | Miejscowość | Konkurencje | Konkurencje | Konkurencje | Konkurencje | Konkurencje | Konkurencje | Konkurencje |
| Rok  | Miejscowość | IN          | SP          | PU          | MS          | RL          | MR          | SR          |
| ---- | ----------- | ----------- | ----------- | ----------- | ----------- | ----------- | ----------- | ----------- |
| 2020 | Anterselva  | –           | 81.         | –           | –           | 14.         | –           | –           |
| 2021 | Pokljuka    | 38.         | 55.         | 54.         | –           | 12.         | –           | –           |
| 2023 | Oberhof     | 30.         | 82.         | –           | –           | 11.         | 8.          | 13.         |
| 2024 | Nové Město  | 31.         | 17.         | 50.         | 29.         | 19.         | 13.         | 21.         |
| 2025 | Lenzerheide | 66.         | 47.         | 43.         | –           | 17.         | –           | 18.         |

### Mistrzostwa świata juniorów

#### Junior młodszy
| Rok  | Miejscowość      | Konkurencje | Konkurencje | Konkurencje | Konkurencje | Konkurencje | Konkurencje | Konkurencje |
| Rok  | Miejscowość      | IN          | SP          | PU          | MS          | RL          | MR          | SR          |
| ---- | ---------------- | ----------- | ----------- | ----------- | ----------- | ----------- | ----------- | ----------- |
| 2016 | Cheile Grădiştei | 17.         | 21.         | 19.         | nd.         | 5.          | nd.         | nd.         |
| 2017 | Osrblie          | 41.         | 32.         | 27.         | nd.         | 15.         | nd.         | nd.         |

#### Junior
| Rok  | Miejscowość | Konkurencje | Konkurencje | Konkurencje | Konkurencje | Konkurencje | Konkurencje | Konkurencje |
| Rok  | Miejscowość | IN          | SP          | PU          | MS          | RL          | MR          | SR          |
| ---- | ----------- | ----------- | ----------- | ----------- | ----------- | ----------- | ----------- | ----------- |
| 2018 | Otepää      | 29.         | 26.         | 29.         | nd.         | 17.         | nd.         | nd.         |
| 2019 | Osrblie     | 65.         | 34.         | 49.         | nd.         | 11.         | nd.         | nd.         |
| 2020 | Lenzerheide | 19.         | 34.         | 21.         | nd.         | 17.         | nd.         | nd.         |

### Puchar Świata

#### Miejsca w klasyfikacji generalnej
| Sezon     | Miejsce           |
| --------- | ----------------- |
| 2019/2020 | niesklasyfikowany |
| 2020/2021 | 94.               |
| 2021/2022 | 85.               |
| 2022/2023 | 38.               |
| 2023/2024 | 53.               |
| 2024/2025 | 61.               |